# Haverhill (Massachusetts)
Haverhill es una ciudad ubicada en el condado de Essex en el estado estadounidense de Massachusetts. En el censo de 2010 tenía una población de 60.879 habitantes y una densidad de población de 659,71 personas por km².

## Geografía
Haverhill se encuentra ubicada en las coordenadas 42°46′59″N 71°5′15″O / 42.78306, -71.08750. Según la Oficina del Censo de los Estados Unidos, Haverhill tiene una superficie total de 92,28 km², de la cual 85,39 km² corresponden a tierra firme y (7,47%) 6,89 km² es agua.

## Demografía
Según el censo de 2010, había 60.879 personas residiendo en Haverhill. La densidad de población era de 659,71 hab./km². De los 60.879 habitantes, Haverhill estaba compuesto por el 86,04% blancos, el 3,35% eran afroamericanos, el 0,29% eran amerindios, el 1,62% eran asiáticos, el 0,03% eran isleños del Pacífico, el 6,06% eran de otras razas y el 2,61% pertenecían a dos o más razas. Del total de la población el 14,51% eran hispanos o latinos de cualquier raza.

## Lugares
- Casa Dustin Garrison